# Кастет
Кастет (фр. Castets) насеље је и општина у југозападној Француској у региону Аквитанија, у департману Ланд која припада префектури Дакс.
По подацима из 2011. године у општини је живело 1976 становника, а густина насељености је износила 21,91 становника/km². Општина се простире на површини од 90,18 km². Налази се на средњој надморској висини од 60 метара (максималној 86 m, а минималној 23 m).

## Демографија
| 1962. | 1968. | 1975. | 1982. | 1990. | 1999. | 2011. |
| ----- | ----- | ----- | ----- | ----- | ----- | ----- |
| 1.489 | 1.494 | 1.517 | 1.453 | 1.719 | 1.808 | 1.976 |

График промене броја становника у току последњих година